# Доммер, Аррай фон
Аррай фон Доммер (нем. Arrey von Dommer; 9 февраля 1828, Данциг — 18 февраля 1905, Трайза, ныне в составе Швальмштадта) — немецкий музыковед
 и книговед.
Первоначально изучал теологию, но в 1851 г. решил связать свою дальнейшую деятельность с музыкой. Учился в Лейпциге у Иоганна Христиана Лобе и Эрнста Фридриха Рихтера. С 1863 г. жил и работал в Гамбурге, в 1873—1889 гг. сотрудник городской библиотеки. В дальнейшем жил в Марбурге, в 1892 г. получил докторскую степень honoris causa в Марбургском университете.
Участвовал в работе над «Музыкальным словарём» Генриха Кристофа Коха (1865), написал почти 150 статей о музыкантах для «Всеобщего немецкого биографического словаря» (нем. Allgemeine Deutsche Biographie), в июле-октябре 1868 г. редактировал «Всеобщую музыкальную газету», сотрудничал как музыкальный критик в газете «Hamburger Correspondent». В 1868 г. выпустил «Справочник по истории музыки, от самых начал до смерти Бетховена» (нем. Handbuch der Musikgeschichte, von den ersten Anfängen bis zum Tode Beethovens), опубликованный в 1874 г. в русском переводе под названием «Руководство к изучению истории музыки». Сочинил некоторое количество вокальных пьес.
В марбургский период деятельности занимался историей немецкого книгопечатания, выпустил исследования «Издания Лютера из Гамбургской городской библиотеки, 1516—1523» (нем. Lutherdrucke auf der Hamburger Stadtbibliothek 1516—1523; 1888) и «Древнейшие книги из Марбурга, 1527—1566» (нем. Die ältesten Drucke aus Marburg in Hessen 1527—1566; 1892).